# Cecil Norman
 Cecil Norman (Kent, 12 de septiembre de 1872-2 de abril de 1947) fue un botánico inglés.

## Biografía
Fue al Harrow School. Entró en el Royal Agricultural College de Cirencester y después de haber trabajado en la Bolsa de Valores y de la caridad de bienestar familiar, y sirvió en la Guerra de los Bóeres, se estableció como agricultor en Wiltshire. No se quedó mucho tiempo en el condado, sin embargo. Estuvo un invierno en las Indias Occidentales para ayudar a su asma, y se trasladó a una granja en el New Forest, Hampshire, donde trabajó en colaboración con su primo, G. Bonham-Carter, de 1907 a 1912. Se trasladó a Londres, justo antes de comenzar la Primera Guerra Mundial, durante el cual se desempeñó en Asia como capitán de la Brigada del Rifle. Fue en Birmania donde primero se interesó por la botánica al encontrarse con el conservador de bosques, Alexander Rodger. Así, en 1920, de vuelta en Londres, se afilió con el Museo Británico de Historia Natural donando una pequeña colección de especímenes de Francia para el herbario. Viniendo como voluntario, pasó a dedicar su atención a las umbelíferas (Apiaceae) y publicó su primer trabajo en 1922. Hizo una serie de pequeñas colecciones, de Argelia (1922), Jamaica y las Islas Caimán (1924) y Chipre (1930), y completó 22 documentos, principalmente en umbelíferas.
Publicaba habitualmente en Journal of Botany, British and Foreign.

## Honores

### Membresías
- 1923: elegido en la Sociedad Linneana de Londres
- del Consejo de la Asociación Forestal Imperial del Gobierno
- La abreviatura «C.Norman» se emplea para indicar a Cecil Norman como autoridad en la descripción y clasificación científica de los vegetales.[5]